# Carrie Babcock Sherman
Carrie Babcock Sherman (née le 16 novembre 1856 ; morte le 6 octobre 1931) était la femme du vice-président des États-Unis James S. Sherman qu’elle avait épousé le 26 janvier 1881. Ils eurent trois fils : Sherrill B. Sherman, Richard U. Sherman et Thomas N. Sherman.